# Thylamys venustus
Thylamys venustus e вид опосум от семейство Didelphidae. Разпространен е в северна Аржентина и южната част на Боливия. Космената покривка в областта на гърба е канелено кафява, а по корема изсветлява в сива.